# Rhinotragus trilineatus
Rhinotragus trilineatus là một loài bọ cánh cứng trong họ Cerambycidae.